# 마리사와 6개의 버섯
《마리사와 6개의 버섯》(일본어: 魔理沙と６つのキノコ 마리사토 무츠노 키노코[*]) 또는 《뉴 슈퍼 마리사 랜드》(New Super Marisa Land)는 황혼 프론티어에서 2010년에 출시한 동방 프로젝트의 2차 창작 게임이며, 슈퍼 마리사 랜드의 후속작이다. 전반적으로 슈퍼 마리오브라더스 3 혹은 슈퍼 마리오 월드의 시스템을 채용하였으나, 아이템 등의 면에서 차별화된 요소가 있다.

## 게임 설정
주인공인 키리사메 마리사가 6개의 신비한 버섯을 가지고 실험을 하다가 실패하여 폭발하는 바람에 버섯들이 환상향 곳곳에 뿔뿔이 흩어져 그것들을 다시 찾으러 가는 설정으로, 마리오 시리즈와는 색다른 스토리를 채택한 특징이 있다.

## 시스템

### 기본 시스템
기본적인 시스템은 슈퍼 마리오브라더스 3 혹은 슈퍼 마리오 월드와 비슷하며, 아이템을 예비칸에 저장했다가 필요할 때 꺼내 쓸 수 있다.
익스텐드(라이프 증가)이나 세이브(게임 저장)의 경우, 슈퍼 마리오 시리즈와는 달리 이 게임에서는 필드에서 모은 별로 구입해야 이루어진다.

### 변신 모드
아이템 획득 등의 변수에 따라 아래와 같이 변신할 수 있다.
- 2등신 마리사 : 처음 상태
- 4등신 마리사 : 갈색 버섯을 먹으면 변신할 수 있다. 몸이 처음 상태보다 커진다.
- 레이센:녹차 아이템을 얻으면 변신할 수 있다.마리사의 의상이 전채적으로 빨간색으로 변하며,모자는 빨간 리본으로 바뀐다.몸에서 45도 아래 각도로 발사되는 탄환을 발사할 수 있으며,이것으로 적을 죽이거나 별(슈퍼 마리오 시리즈의 코인과 같은 아이템)을 획득할 수 있다.벽이나 땅 등에 탄환이 부딪히면 탄환이 45도 각도로 다시 반사되어 날아가며, 탄환은 일정 시간이 지나면 사라진다.

레이무:당근 아이템을 얻으면 변신할 수 있다.의상도 좀 달라지고 토끼 귀와 꼬리가 생기고,공중에서 잠시 버틸 수 있으며 공중에서 연속으로 사용할 수도 있다.
UFO 마리사:UFO 아이템을 얻으면 변신할 수 있다.방항키로 자유롭게 날 수 있으며,전방으로 나아가는 빔을 발사할 수 있다. 하지만 제한시간이 지나면 원래대로 돌아온다.
텐시:복숭아 아이템을 얻으면 변신할 수 잏다.의상이 전채적으로 파랑으로 바뀌며,1칸짜리 발판을 앞에 생성할 수 있고,그 발판에 올라탈 수 있으며,발판의 옆을 치면  발판이 날아가며 그 발판으로 적을 죽이거나 벽돌을 부술 수 있다.
- 초마리사 : 기다란 버섯을 먹으면 변신할 수 있다. 일정 시간동안 몸이 매우 커지며, 돌진하는 대로 적을 죽이거나 벽돌을 부술 수 있다.
- 윳쿠리 마리사 : 달리는 버섯을 먹으면 변신할 수 있다. 몸통이 사라지고 머리만 남게 된다.

## 같이 보기
- 슈퍼 마리사 랜드
- 메가마리